# 埴生高等学校
埴生高等学校（はにゅうこうとうがっこう）は、長野県更埴市（現・千曲市）杭瀬下1-64にかつてあった私立高等学校である。設置者は黒木学園。

## 沿革
- 1956年 - 長野高等簿記学校（1926年、長野市内に開校。1957年廃止）設置者黒木義雄より長野県に対し学校法人黒木学園設立と埴生高等学校開校の申請が出され、長野県認可。
- 1957年 - 埴生高等学校開校。工業系の学科（全日制・定時制）を設置。
  - 校地は長野県埴科郡旧杭瀬下村立杭瀬下小学校の跡地。1954年、杭瀬下村が埴科郡埴生町に編入されたことに伴い、翌1955年、杭瀬下小学校は埴生町立埴生小学校に統合された。1959年、埴生町が屋代町ほかと合併し、更埴市が発足。
- 1977年 - 学校法人黒木学園が埴生高等学校の廃止と専修学校長野経理専門学校の設立を申請。
- 1978年 - 埴生高等学校廃校。この際一部備品が篠ノ井旭高等学校に贈られている。長野市内に長野経理専門学校開校。
  - 高校の跡地・施設は自治体（旧更埴市）の所有に帰し、更埴市立図書館（現・千曲市立更埴図書館）となった。また1990年には多目的ホール・「更埴市総合文化会館」（現・千曲市更埴文化会館「あんずホール」）も建設されている。

## 交通
※事業者名は本校存在当時のもの
- 国鉄信越本線・長野電鉄河東線：屋代駅より徒歩15分

## 著名な出身者
- 土屋圭市 - レーサー